# Die Nacht vor Weihnachten (Film)
Die Nacht vor Weihnachten (Originaltitel: russisch Вечера на хуторе близ Диканьки, Wetschera na chutore blis Dikanki) ist ein sowjetischer Märchenfilm von Alexander Rou aus dem Jahr 1962, der der gleichnamigen Erzählung von Nikolai Gogol folgt.

## Handlung
In der Nacht vor Weihnachten möchte der tüchtige Schmied Wakula das Herz der schönen Oxana gewinnen, doch die Hochnäsige verspottet ihn nur und erklärt, dass sie ihn erst zum Mann nehmen werde, wenn er ihr die gleichen Schuhe bringe, wie sie die Zarin trägt. Der gekränkte Wakula lässt sich daraufhin mit dem Teufel ein, den er durch eine Tracht Prügel zu einem Flug nach Sankt Petersburg zwingt. Dort angekommen erkühnt er sich die Zarin bei einer Audienz danach zu fragen, woraus ihre Schuhe angefertigt sind, da er seiner Braut eben solche zur Hochzeit schenken wolle. Entzückt über seine Treuherzigkeit schenkt ihm die Zarin ihre Schuhe, womit sich Wakula sogleich in sein Dorf zurück begibt. Im Dorf nahm man derweil an, der Schmied habe sich das Leben genommen, und so ist die traurige Oxana, die ihr früheres Verhalten bereut, überglücklich, als der tüchtige Wakula für eine Heirat wieder vor ihr steht.

## Produktion
Die Dreharbeiten fanden im März 1961 statt. Die Winterszenen wurden in der Nähe der Stadt Kirowsk (Region Murmansk in Nordwestrussland nördlich des Polarkreises) gedreht, wo ein ukrainisches Dorf nachgebaut wurde. An den Massenszenen nahm auch die lokale Bevölkerung teil. Sie waren es auch, die am 15. Dezember 1961 im Kirowsker Kulturpalast als erste den fertigen Film zu Gesicht bekamen.
Georgi Milljar, der bei 40 Grad Frost die Rolle des Teufels spielte, hatte nur einen dünnen Trainingsanzug, der mit Haaren überklebt war, an. Er musste bei klirrender Kälte in den Schnee stürzen, in ein Eisloch fallen und dem Druck eines starken Windgebläses standhalten. Da es am Dreh weder Wodka noch Spiritus gab, hielt sich der Mime damit warm, dass er ein dreifachkonzentriertes Eau de Cologne zu sich nahm.

## Veröffentlichung
Die Nacht vor Weihnachten kam am 8. Januar 1962 in die sowjetischen Kinos. Am 21. Dezember 1962 wurde der Film erstmals im 1. Programm des Fernsehens der DDR ausgestrahlt. Da es zu dieser Zeit noch kein Farbfernsehen gab, existiert diese Fassung nur in s/w und wurde außerdem auf 60 min Laufzeit heruntergekürzt. Dies betraf den umfangreichen Vorspann, in dem die Figuren vorgestellt werden, und die Anspielung Tschubs auf einen besonders guten Tabak sowie einige Einstellungen während des Schneesturms.

## Synchronisation
Die Synchronisation erfolgte durch das DEFA-Studio für Synchronisation im Atelier Leipzig. Sophie Schirmeister war für die Dramaturgie verantwortlich, den Dialog schrieb Annette Ihnen und die Regie übernahm Thomas Ruttmann.
| Darsteller          | Rolle                       | deutscher Sprecher |
| ------------------- | --------------------------- | ------------------ |
| Alexander Chwylja   | Tschub                      | Heinz Suhr         |
| Ljudmila Mysnikowa  | Oxana                       | Liane Düsterhöft   |
| Juri Tawrow         | Schmied Wakula              | Georg Solga        |
| Ljudmila Chitjajewa | Solocha                     | Erika Krause-Ernst |
| Sergei Martinson    | Küster Ossip Nikiforowitsch | Johannes Curth     |
| Anatoli Kubazki     | Gevatter Panas              | Fredy Roth         |
| Marina Sidortschuk  | Odarka                      | Otti Planerer      |
| Alexander Radunski  | Gemeindeältester            | Alfred Schelske    |
| Georgi Milljar      | Teufel                      | Jochen Pape        |
| Juri Tschekulajew   | Fürst Potemkin              | Günter Grabbert    |
| ?                   | Erzähler                    | Alfred Bohl        |